# Teodor Faranites
Teodor Faranites (Theodorus,  Θεόδωρος) fou un bisbe bizantí.
Era bisbe de Pharam i pertanyia a la tendència monoteleta. Fou un dels condemnats pel VI Concili ecumènic de Constantinoble.
Se li atribueixen els tractats  περὶ οὐσίας καὶ φύσεως, ὑποστάσεώς τε καὶ προσώπου, a λόγος πρὸς Σέργιον, i εἰς τὰς ἑρμηνείας τῶν πατρικῶν χρήδεων.